# Pike Township (Clark County, Ohio)
Pike Township ist eines von zehn Townships des Clark Countys im US-Bundesstaat Ohio. Nach der Volkszählung im Jahr 2000 waren hier 3891 Einwohner registriert.

## Geografie
Pike Township liegt im äußersten Nordwesten des Clark Countys im mittleren Südwesten von Ohio und grenzt im Uhrzeigersinn an die Townships: Jackson Township im Champaign County, Mad River Township (Champaign County), German Township, Bethel Township, Bethel Township im Miami County, Elizabeth Township (Miami County) und Lost Creek Township (Miami County).

## Verwaltung
Das Township wird durch ein Board of Trustees, bestehend aus drei gewählten Mitgliedern, verwaltet. Zwei Personen werden jeweils im Jahr nach der Präsidentschaftswahl gewählt und eine jeweils im Jahr davor. Die Amtszeit dauert in der Regel vier Jahre und beginnt jeweils am 1. Januar. Daneben gibt es noch einen Township Clerk (zuständig für Finanzen und Budget), der ebenfalls im Jahr vor der Präsidentschaftswahl auf eine vierjährige Amtszeit gewählt wird. Dessen Amtszeit beginnt jeweils am 1. April.

## Einzelnachweise

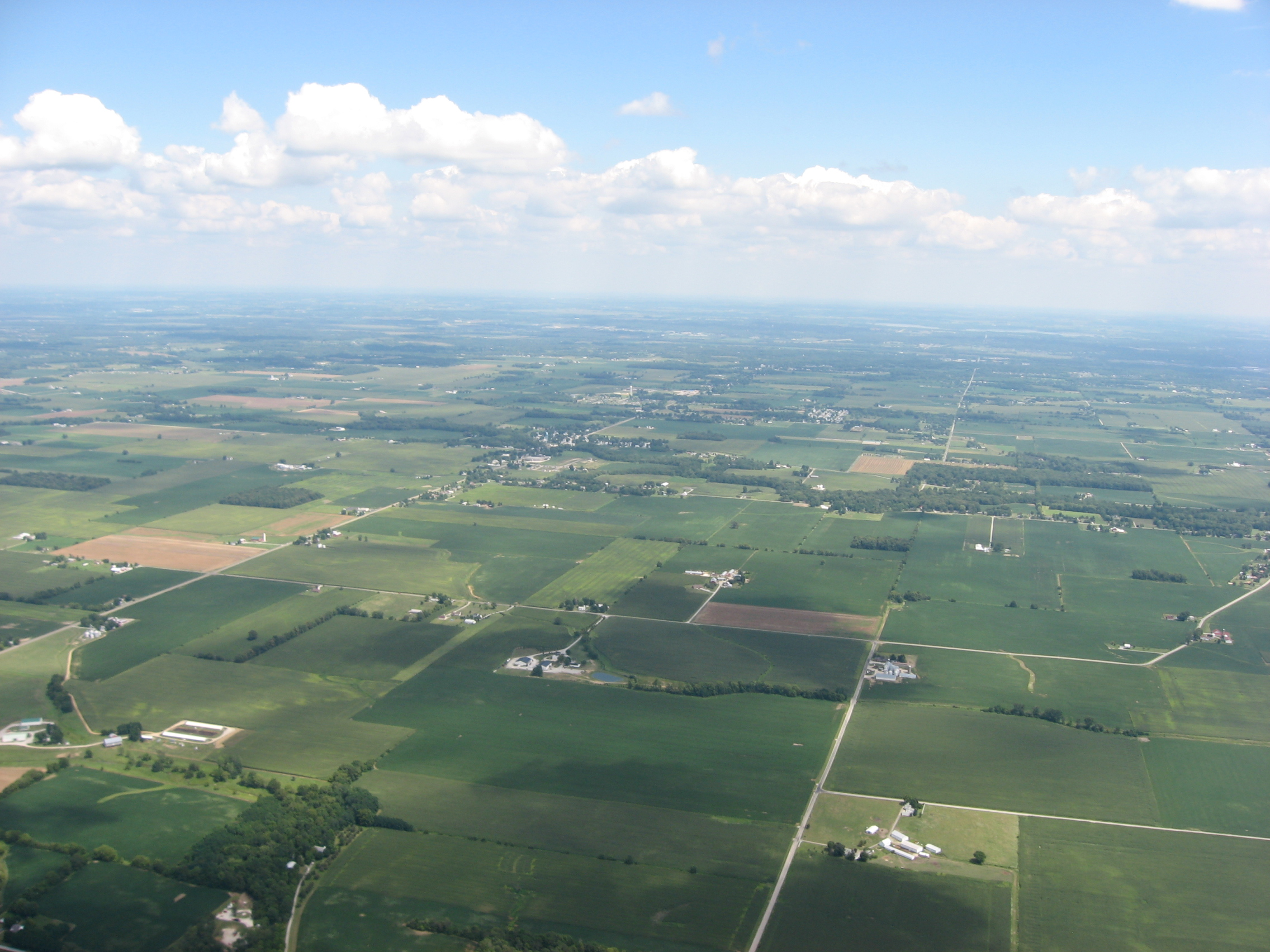
Luftaufnahme des Pike Townships